# Zürich Eighters Baseball Club
Der Zürich Eighters Baseball Club (abgekürzt EIG) ist ein in der Stadt Zürich beheimateter Baseballverein. Der Zürich Eighters Baseball Club wurde am 10. November 2008 gegründet und am 10. Januar 2009 in die Swiss Baseball and Softball Federation (SBSF) aufgenommen. Er spielt seit der Saison 2009 in der 1. Liga im schweizerischen Baseball.
Seit der Saison 2013 tritt der Verein mit zwei Mannschaften (Team Zürich Eighters West, Team Zürich Eighters Ost) in der 1. Liga an.
Von 2008 bis 2013 wurden weisse Uniformen mit schwarzen Nadelstreifen getragen. Seit der Saison 2014 sind die Uniformen in graphitgrau mit weissen und schwarzen Applikationen gehalten.
Der Zürich Eighters Baseball Club ist der vierte und jüngste Baseballverein der Stadt Zürich.

## Meilensteine
- 5. Mai 2008: Erstes offizielles Training
- 10. November 2008: Offizielle Vereinsgründung
- 10. Oktober 2009: Aufnahme in die Swiss Baseball and Softball Federation
- 5. April 2009: Erstes Spiel (EIG @ SUB Preseason)
- 12. September 2010: Erster Sieg (EIG @ CAR 9-1)
- 17. August 2014: Erstes Playoff-Viertelfinale (EIG @ WIT 1-11 & 16-13)
- 23. August 2015: Erstes Playoff-Halbfinale (EAG @ EIG 8-7 & 25-1)